# Descent: Wędrówki w mroku

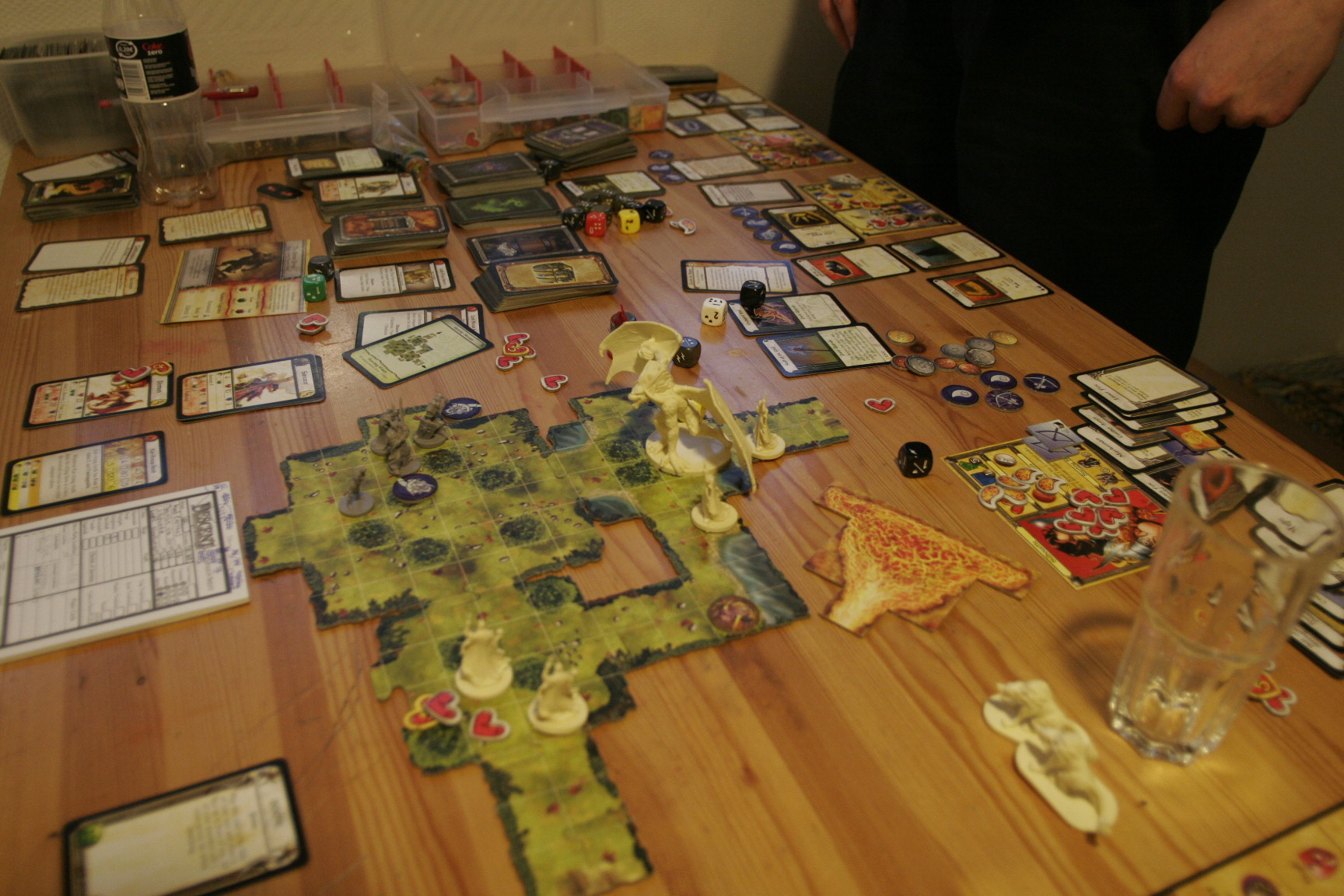
Przykładowa rozgrywka

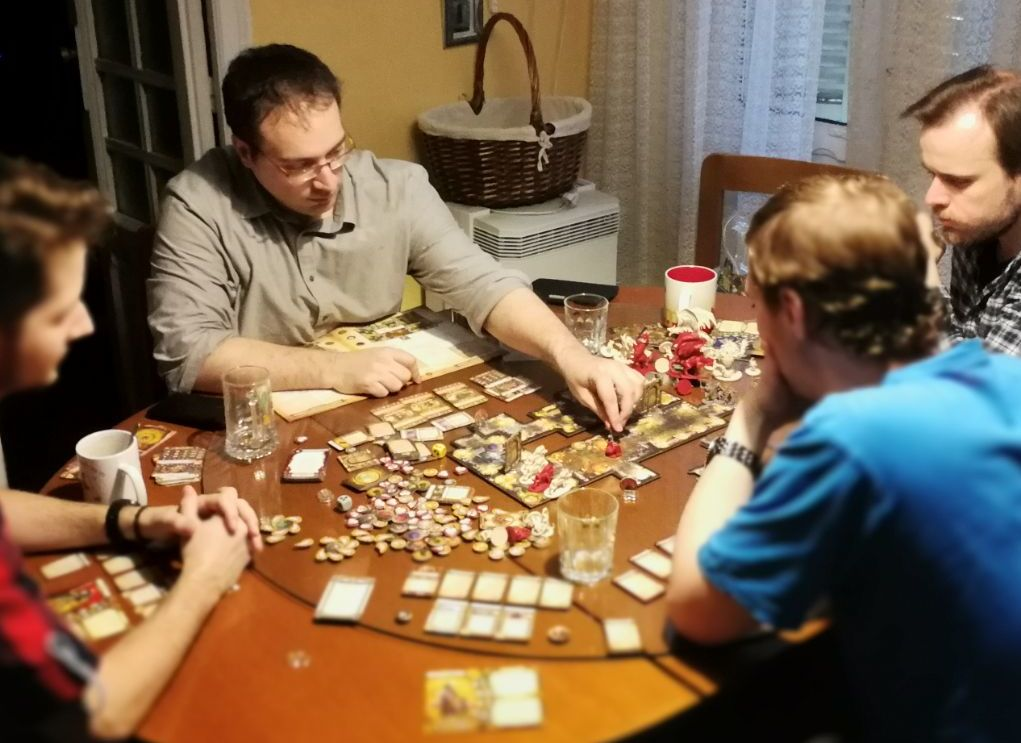
Gracze z planszą Descent

Descent: Wędrówki w mroku (ang. Descent: Journeys in the Dark) – przygodowa gra planszowa wydana przez Fantasy Flight Games w 2005. Druga edycja gry została wydana w 2012, a jej polskie tłumaczenie zostało przygotowane przez wydawnictwo Galakta.
Gra toczy się na planszy składanej z modułowych kawałków tworzących rozmaite lochy, labirynty i zakamarki w świecie z gatunku fantasy. Gracze wybierają spośród siebie jedną osobę, która wciela się w postać Mrocznego Władcy (ang. Overlord), który staruje ruchami potworów. Pozostali bohaterowie starają się wspólnie wypełnić cel scenariusza gry wybranego z Księgi Przygód. Następujące po sobie scenariusze łączą się fabularnie w całość, a postacie kontrolowane przez graczy rozwijają się poprzez zyskiwanie punktów doświadczenia, złota oraz przedmiotów, co stanowi element gry fabularnej (RPG).

## Dodatki
Do drugiej edycji gry w języku polskim zostały wydane następujące dodatki:
- Legowisko Jaszczura[1]
- Labirynt Zagłady[2]
- Trzęsawiska Trolli[3]
- Cień Nerekhall[4]
- Kruczy Dwór[5]
- Zapomniane Dusze[6] – dodatek kooperacyjny (bez udziału Mrocznego Władcy)
- Gniew Natury[7] – dodatek kooperacyjny (bez udziału Mrocznego Władcy)
- Spadkobiercy Krwi[8]
- Przysięga Wygnanej[9] – zestaw bohaterów i potworów
- Krucjata Zapomnianych[10] – zestaw bohaterów i potworów.

### Poplecznicy
W podstawowej wersji gry, a także w dodatkach znajdują się główni antagoniści bohaterów, których figurki wraz ze specjalnymi kartami i żetonami, sprzedawane są oddzielnie jako tzw. Talie Popleczników i Lieutenant Pack.
Lista popleczników według dodatku, w którym się pojawia dana postać:
- Sir Alric Farrow, Belthir, Lady Eliza Farrow, Lord Merick Farrow, Splig, Baron Zachareth – podstawowy zestaw z grą
- Ardus Ix’Erebus, Kyndrithul, Zarihell – Mgły Billehall
- Ariad, Królowa Ariad, Raythen, Serena – Labirynt Zagłady
- Bol'Goreth – Trzęsawiska Trolli
- Gargan Mirklace, Rylan Olliven, Tristayne Olliven, Verminous   – Cień Nerekhall
- Skarn – Kruczy Dwór
- Valyndra – Legowisko Jaszczura